# Apis (syn Iásóna)
Apis (starořecky Ἄπις – Apis, latinsky Apis) je v řecké mytologii syn Iásóna z arkadského Pallantionu.
Apis, syn Iásona, je znám pouze z pera antického autora Pausania, který zaznamenal, že byl rodák z Pallantionu a že zemřel během pohřebních her na počest nebohého Azana, když ho svým vozem neúmyslně smrtelně zranil élidský král Aitólos, který se proto musel vzdát trůnu.